# Ориовац
Ориовац (на хърватски: Oriovac) е село и община в Бродско-посавска жупания, Хърватия. Общината включва десет населени места.
Според преброяването от 2011 г. има 5824 жители, 96,4% от които хървати.